# Seeger Sessions Band Tour
Seeger Sessions Band Tour è stata una tournée mondiale intrapresa dal cantautore statunitense Bruce Springsteen nel 2006 in concomitanza con la pubblicazione del suo album We Shall Overcome: The Seeger Sessions.

## Trasmissioni televisive e discografia
Il concerto tenuto a Londra il 9 maggio 2006 presso la sala St. Luke della London Symphony Orchestra fu filmato dalla BBC e quindi trasmesso dai canali del consorzio statunitense PBS nel programma Great Performances.
Dalla registrazione dei concerti di Dublino del novembre 2006 sono stati tratti l'anno successivo un doppio album dal vivo e un film concerto pubblicato in formato DVD e Blu-ray. Nell'aprile del 2019 il video è stato reso disponibile integralmente sulla piattaforma di streaming YouTube sul canale di Springsteen.
Nel 2017 la registrazione restaurata digitalmente del concerto inaugurale a New Orleans fu resa disponibile per il download attraverso il sito ufficiale di Springsteen nei formati MP3, lossless con qualità CD-Audio e in alta definizione a 24 bit/192 kHz oppure come tradizionale album in formato CD nell'ambito dell'iniziativa Springsteen Archive Series. Lo stesso concerto è poi stato reso disponibile in video su YouTube nel 2019.
- 2007 – Bruce Springsteen with the Sessions Band, Live in Dublin, CD (doppio), Columbia Records 88697 09582 2, registrato al Point Theatre di Dublino tra il 17 e il 19 novembre 2006
- 2007 – Bruce Springsteen with the Sessions Band, Live in Dublin, DVD, Columbia Music Video 88697 09581 9, registrato al Point Theatre di Dublino tra il 17 e il 19 novembre 2006
- 2017 – Bruce Springsteen, Fair Ground Race Course, New Orleans April 30, 2006, download digitale, live.brucespringsteen.net, registrato al Fair Grounds Race Course di New Orleans il 30 aprile 2006